# Oostelijke Irmawallaby
De oostelijke Irmawallaby of toolache (Notamacropus greyi) is een uitgestorven wallaby uit het geslacht Notamacropus. De wetenschappelijke naam van de soort werd voor het eerst geldig gepubliceerd door George Robert Waterhouse in 1846. Deze soort leefde langs de zuidkust van Australië.

## Uiterlijk
De oostelijke Irmawallaby had een overwegend grijsbruine vacht met een witgekleurde buik en poten. Tussen de neus en de ogen liep aan beide zijden van het gezicht een zwarte band. De oren, de nek en de bovenkant van de kop hadden een roodbruine kleur.

## Leefgebied
De oostelijke Irmawallaby kwam voor van het zuidwesten van Zuid-Australië tot het zuidwesten van Victoria. Het was een bewoners van boomsavannes en scrublands.

## Uitsterven
Tot 1910 kwam de oostelijke Irmawallaby nog vrij algemeen voor. De soort had vooral te lijden van de jacht. De mooie vacht was zeer gewild en bovendien was deze wallaby zeer snel en maakte het grillige sprongen. Hierdoor was de oostelijke Irmawallaby een geliefde prooi voor sportjagers die greyhounds gebruikten om de dieren op te jagen. In de vroege jaren twintig van de twintigste eeuw was de soort zo zeldzaam dat bezorgde mensen in Zuid-Australië probeerden exemplaren van de oostelijke Irmawallaby over te brengen naar een reservaat op Kangaroo-eiland. In 1923 werd onder leiding van Professor Wood Jones pogingen ondernomen om de laatste veertien oostelijke Irmawallaby's, die bij Konetta aan kust van Zuid-Australië leefden, te vangen. Om ze te vangen werden honden gebruikt en alle vier de wallaby's die gevangen werden stierven kort daarna door uitputting. De laatste gedocumenteerde waarneming van een oostelijke Irmawallaby in het wild was in 1924. De laatste wallaby in gevangenschap overleed in 1939.